# Altstadt von Toruń
Die Altstadt von Toruń (Zespół staromiejski Torunia) in der nordpolnischen Stadt Toruń ([ˈtɔruɲ] anhörenⓘ; deutsch Thorn) wurde 1997 zum UNESCO-Welterbe erklärt. Bis auf einen Straßenzug aus dem späten 19. Jahrhundert ist fast die gesamte Bebauung mittelalterlich. Der historische Bereich besteht aus der Altstadt (Stadtrecht 1231/1233) und der als eine Handwerkersiedlung entstandenen Neustadt (Stadtrecht 1246). Zwischen beiden liegt die Schlossruine des Deutschen Ordens.

## Thorn im Mittelalter

### Gründung und Verlegung
1231 wurde in Alt-Thorn (heute Stary Toruń/Starotoruńskie Przedmieście) eine Siedlung des Deutschen Ordens als eine der ersten im Kulmer Land angelegt. Der Name war möglicherweise von der Kreuzfahrerfestung Toron im Heiligen Land übernommen worden. Am 28. Dezember 1233 wurde dieser das Stadtrecht mit der Kulmer Handfeste verliehen, als erster Stadt in Preußen. Deutsche Siedler kamen aus Westfalen.
1236 wurde der Ort etwa 7,5 Kilometer weiter östlich verlegt, wahrscheinlich wegen einer zu feuchten Lage.
Es wurden erste Kirchen erbaut.
Bereits um 1239/41 kamen Franziskaner in die Stadt, in deren Kloster 1243 die kirchliche Verwaltungsaufteilung Preußens auf einer Synode beschlossen wurde.
1260 wurde die Burg Thorn erbaut. 1263 entstanden ein Dominikaner- und ein Zisterzienserinnenkloster. 1264 wurde die Neustadt gegründet, mit eigenem Stadtrat und eigenem Wappen.

### Hansestadt und Auseinandersetzungen mit dem Deutschen Orden
Im 14. Jahrhundert trat Thorn der  Hanse bei, wie auch Elbing, Danzig, Königsberg i. Pr. und Kulm. Seit  1367 gehörte es zur Kölner Konföderation der Hanse. Es kam zu Auseinandersetzungen zwischen der Stadt und dem Deutschen Orden, der den Handel kontrollieren  wollte. Im Ersten Frieden von Thorn 1411 wurden Vereinbarungen zwischen dem Königreich Polen und dem Deutschen Orden getroffen.
Thorn schloss sich 1440  mit anderen Städten zum Preußischen Bund zusammen. 1454 wurde die Ordensburg in Thorn von der Stadt erobert und zerstört. In diesem Jahr wurden Altstadt und Neustadt zu einer Stadt zusammengelegt. Nach dem Zweiten Frieden von Thorn von 1466 kam die Stadt zum Königreich Polen in Preußen Königlichen Anteils.
Als Sohn einer Kaufmannsfamilie wurde 1473 der berühmteste Sohn der Stadt, der spätere Astronom Nikolaus Kopernikus, geboren. In Thorn besuchte er die Johannis-Schule, eine Lateinschule an der St.-Johannis-Kirche in der Altstadt.

### Thorn im 17. Jahrhundert

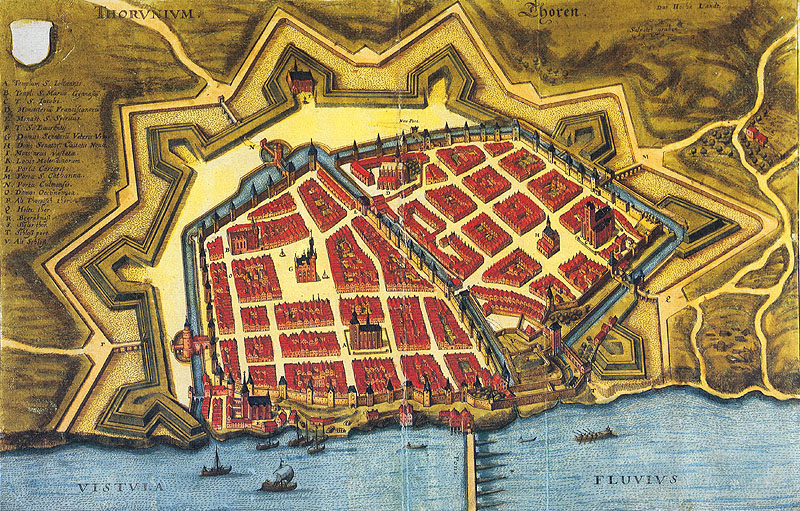
Thorn 1641 bei Merian

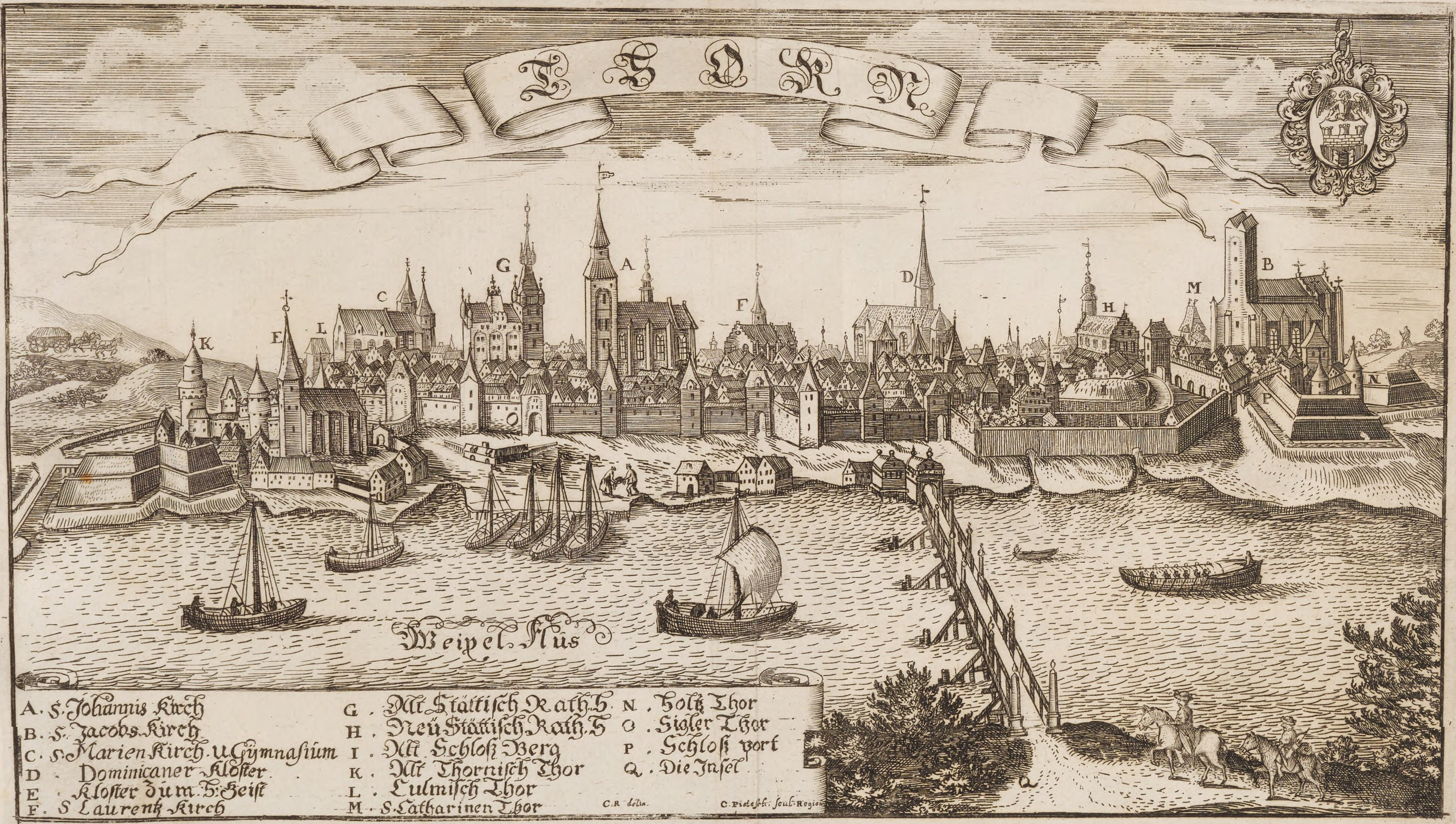
Thorn 1684 bei Hartknoch

1684 erschien eine Darstellung der Alt- und Neustadt Thorn und des Schlosses.
- A.  S. Johannis Kirch
- B.  S. Jacobs Kirch
- C.  S. Marien Kirch u. Gymnasium
- D.  Dominikaner Kloster
- E.  Kloster zum Hl. Geist
- F.  S. Laurenz Kirch
- G.  Alt Stättisch Rathaus
- H.  Neu Stättisch Rathaus
- I.  Alt Schloßberg
- K.  Alt Thornisch Thor
- L.  Culmisch Thor
- M.  S. Catharinen Thor
- N.  Holt Thor
- O.  Sloser (?) Thor
- P.  Schloß port
- Q.  Die Insel

## Baudenkmale der Altstadt

### Mittelalterliche Kirchen
- Jakobskirche, gotische Hallenkirche, 1309 erbaut, Pfarrkirche der Neustadt
- Marienkirche, gotische Backsteinhallenkirche, 14. Jahrhundert
- Dom St. Johannes, Kathedralkirche, dreischiffige gotische Backsteinbasilika, 15. Jahrhundert, mit Kapellen, Gemälden, Epitaphen und Tuba Dei, der zweitgrößten Glocke Polens
- (Nikolaikirche, 1343 gebaut, 1834 abgerissen)
- (Georgenkirche, nicht mehr vorhanden)

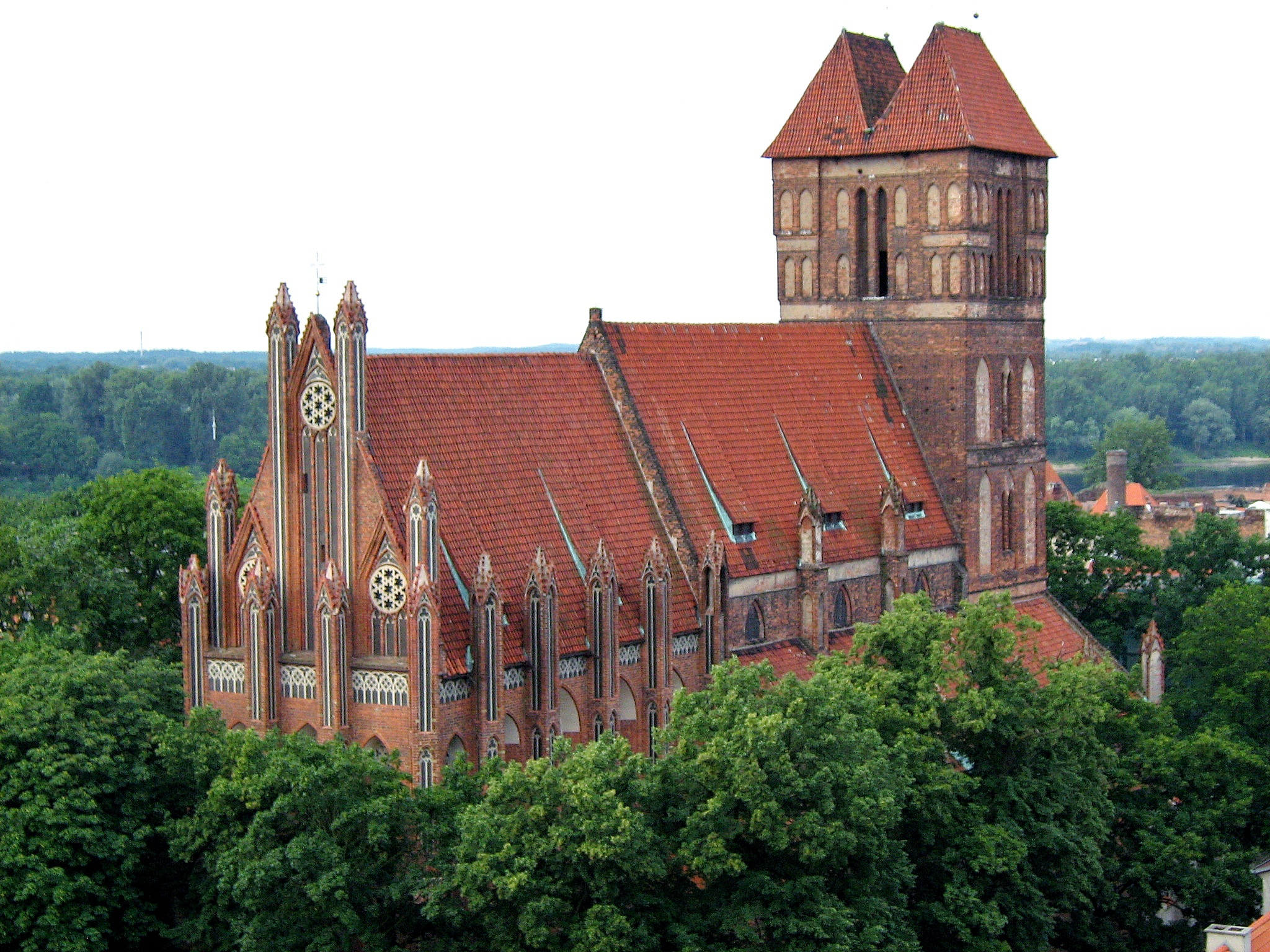
Jakobskirche
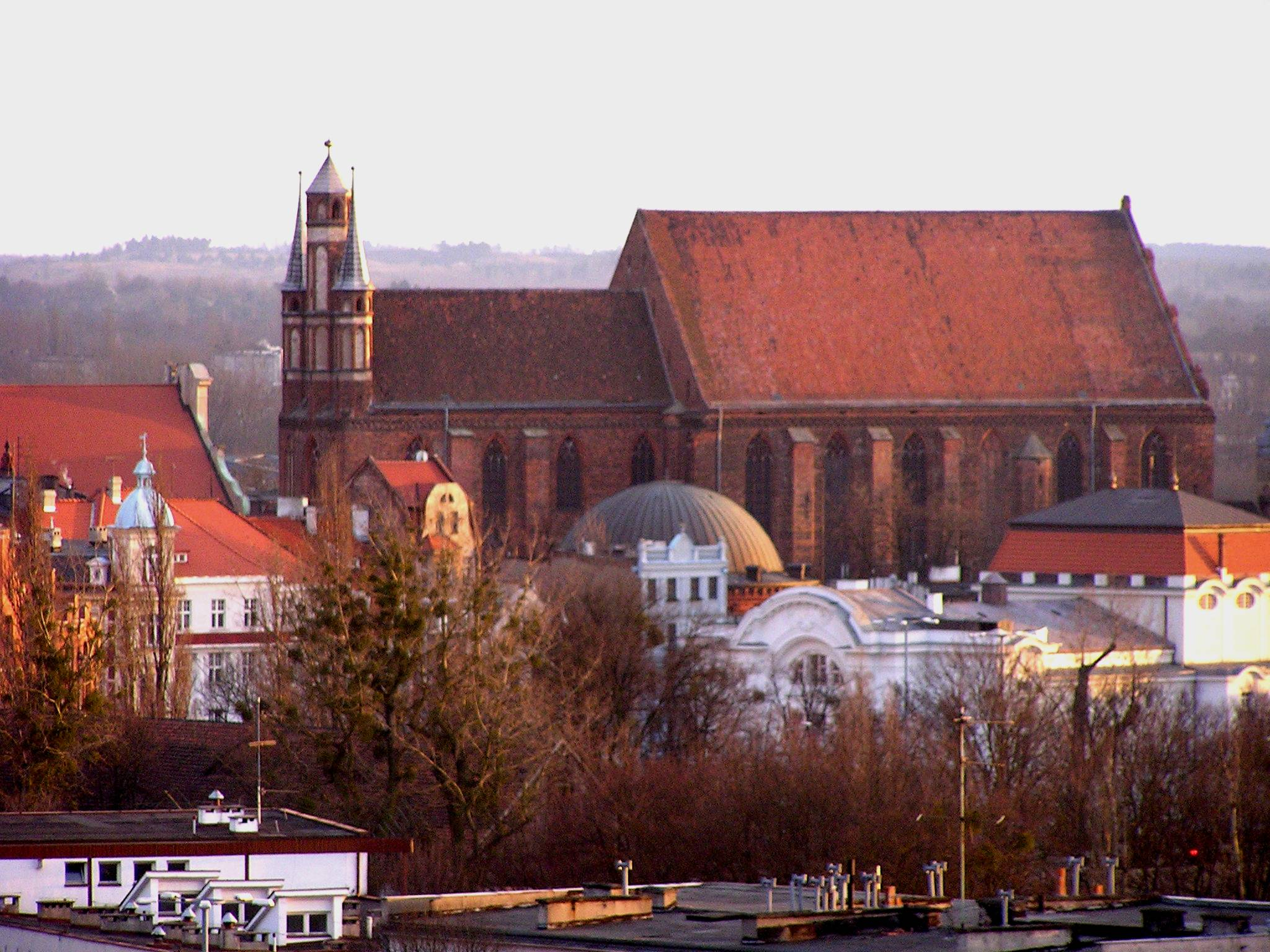
Marienkirche
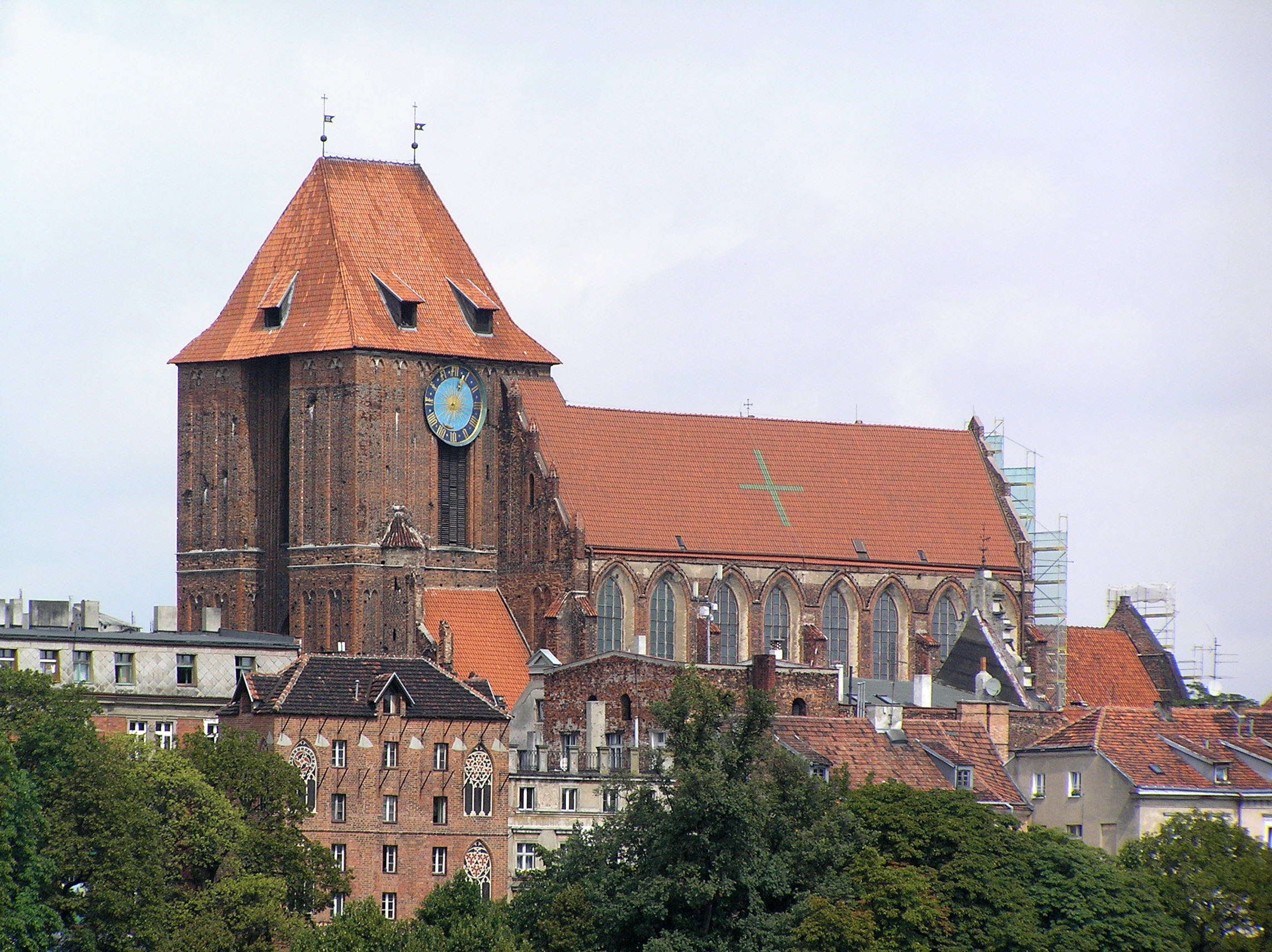
Dom St. Johannes

### Altstädtisches Rathaus

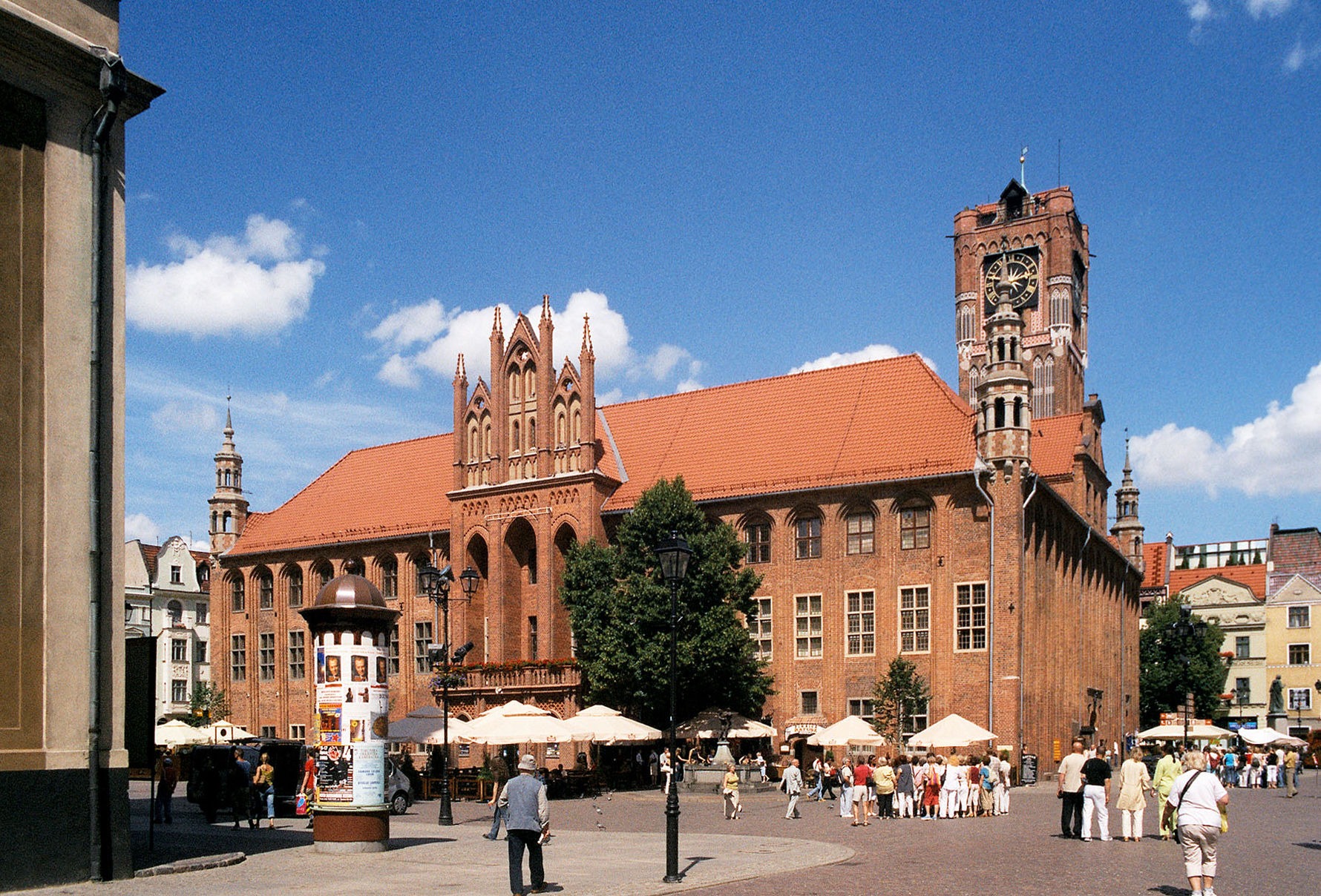
Altstädtisches Rathaus, begonnen im 13. Jahrhundert

Der große Bau auf dem Altstadtmarkt in der Backsteingotik wurde im 13. Jahrhundert errichtet und im Laufe der Jahre bis ins 18. Jahrhundert im Barockstil umgebaut. Im 19. Jahrhundert wurde das Rathaus um eine Etage aufgestockt, so einfühlsam, dass dies nur Eingeweihten auffällt. Früher war es ein Verwaltungs- und Handelszentrum, gegenwärtig befindet sich dort das Heimatmuseum. Zum Rathaus gehört ein 40 Meter hoher Turm, der zur Stadtbesichtigung zugänglich ist. Das Gebäude ist das architektonische Vorbild für das Berliner Rathaus. Vor dem Rathaus stehen ein Nikolaus-Kopernikus-Denkmal und die Darstellung eines der Flissaken (Weichselflößer), die bis ins frühe 20. Jahrhundert auf den Stufen des Kopernikusdenkmals Rast machten.

### Ruine der Burg des Deutschen Ordens
Die Ruine der Deutschordensburg (Ruiny Zamku Krzyżackiego) aus dem 14. Jahrhundert liegt zwischen Altstadt und der ebenfalls mittelalterlichen „Neustadt“. Die ältesten Gebäudeteile wurden archäologisch um 1240 datiert. Die Burg hat eine ungewöhnliche Dreiecksform mit östlich vorgelagertem Dansker, der als Wehrturm, aber auch mit der Brücke über dem Kanal als Toilette diente.

### Weitere Bauten bis zum 17. Jahrhundert
- JunkerhofEsken-PalaisArtushof Toruń
- Junkerhof Toruń

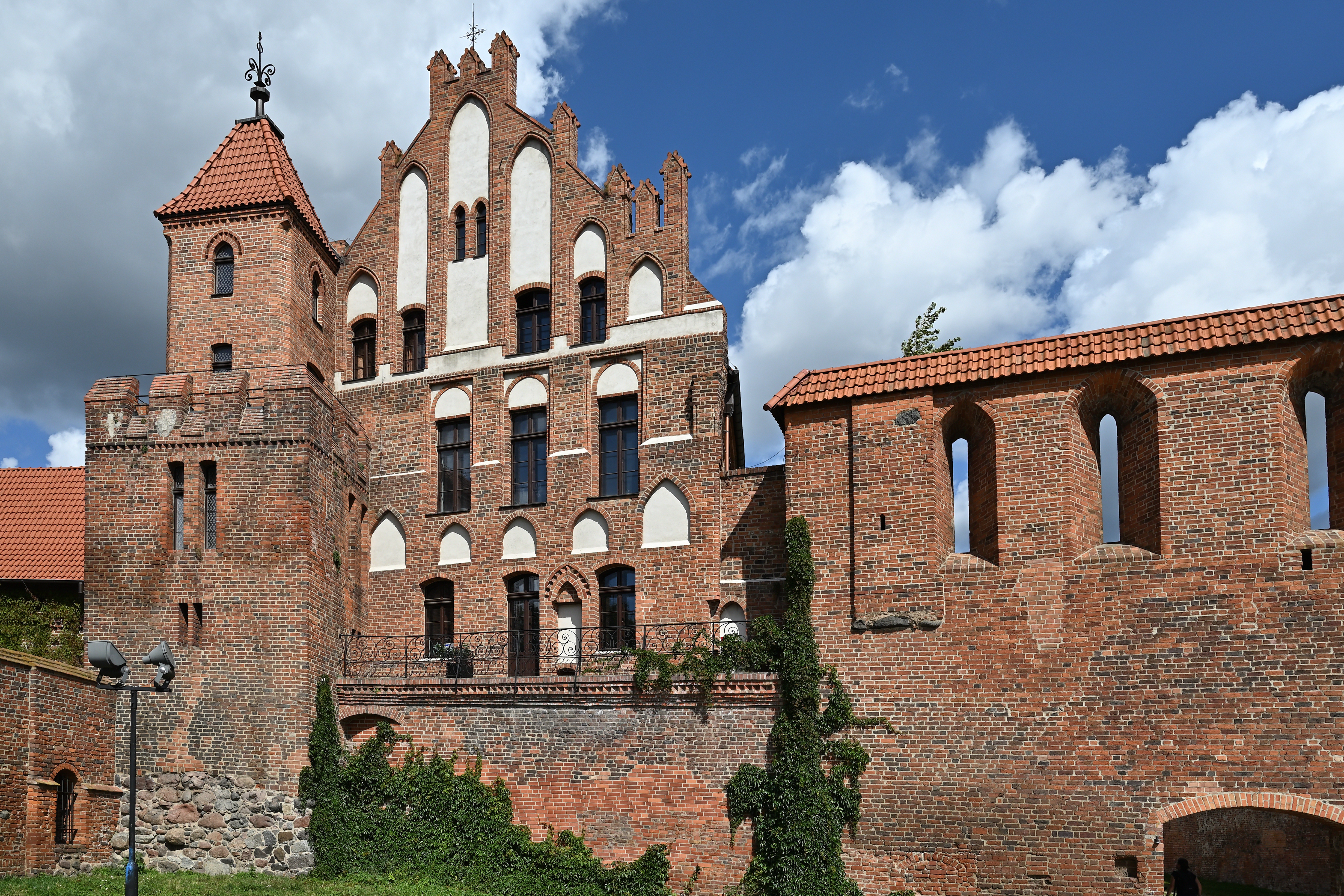
Junkerhof

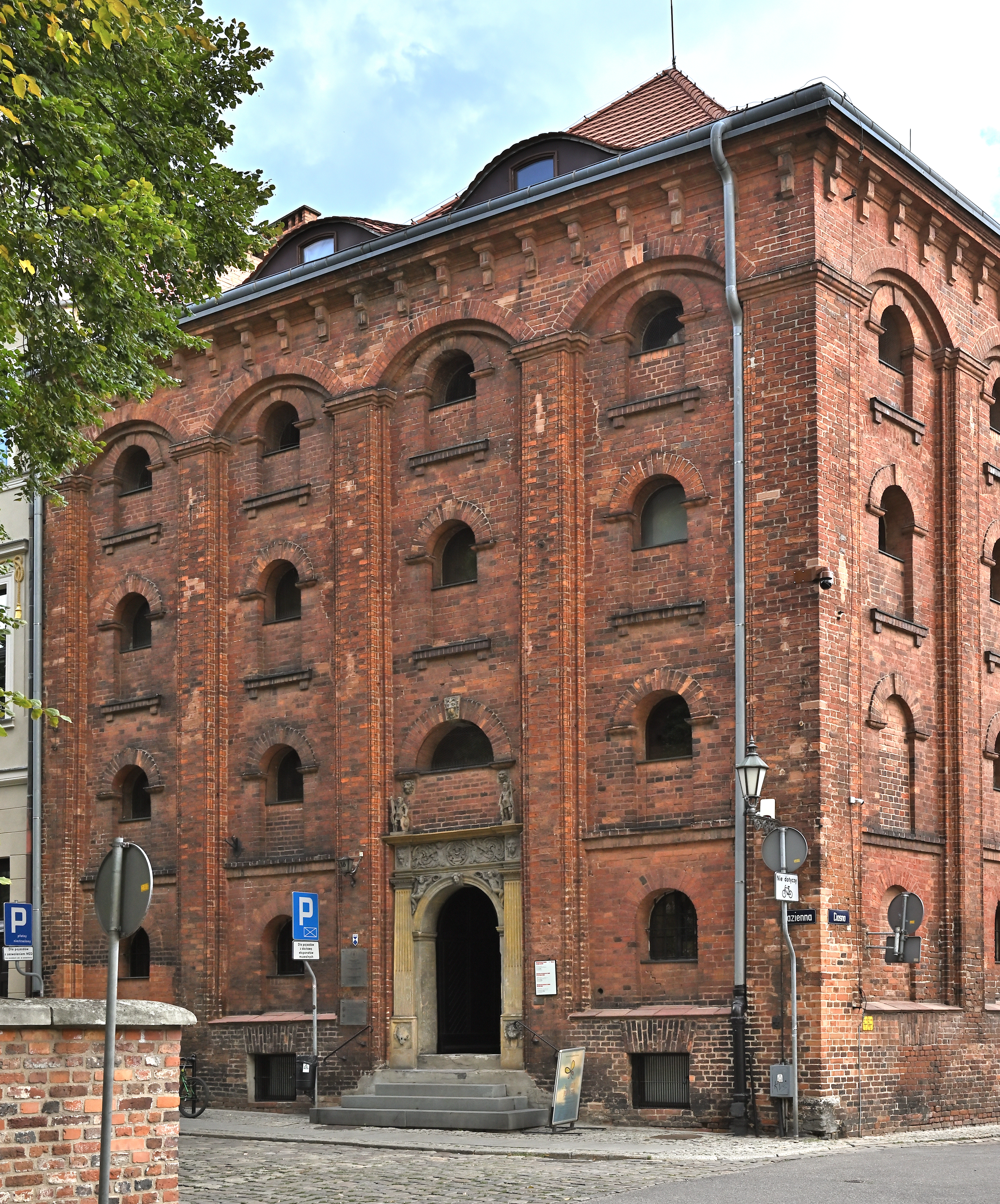
Esken-Palais

- Das „Esken-Palais“, auch „Roter Speicher“, wegen der roten Backsteine genannt, stammt von 1590. Das Palais wurde im 19. Jahrhundert zum Speicher umgebaut
- Das „Nikolaus-Kopernikus-Museum“, im Stil der Backsteingotik im 14. Jahrhundert erbautes Giebelhaus, in dem 1473 Kopernikus geboren wurde.
- verschiedene Kornspeicher vom 14. bis 17. Jahrhundert
- Verteidigungssystem aus dem 13. und 14. Jahrhundert mit Stadtmauer, einigen Basteien, Türmen und Stadttoren:
  - Nonnentor
  - Seglertor
  - Brückentor[5], auch Fährtor genannt
  - Schiefer Turm
  - Junkerhof
  - Bastei Monstranz
  - Bastei Katzenkopf

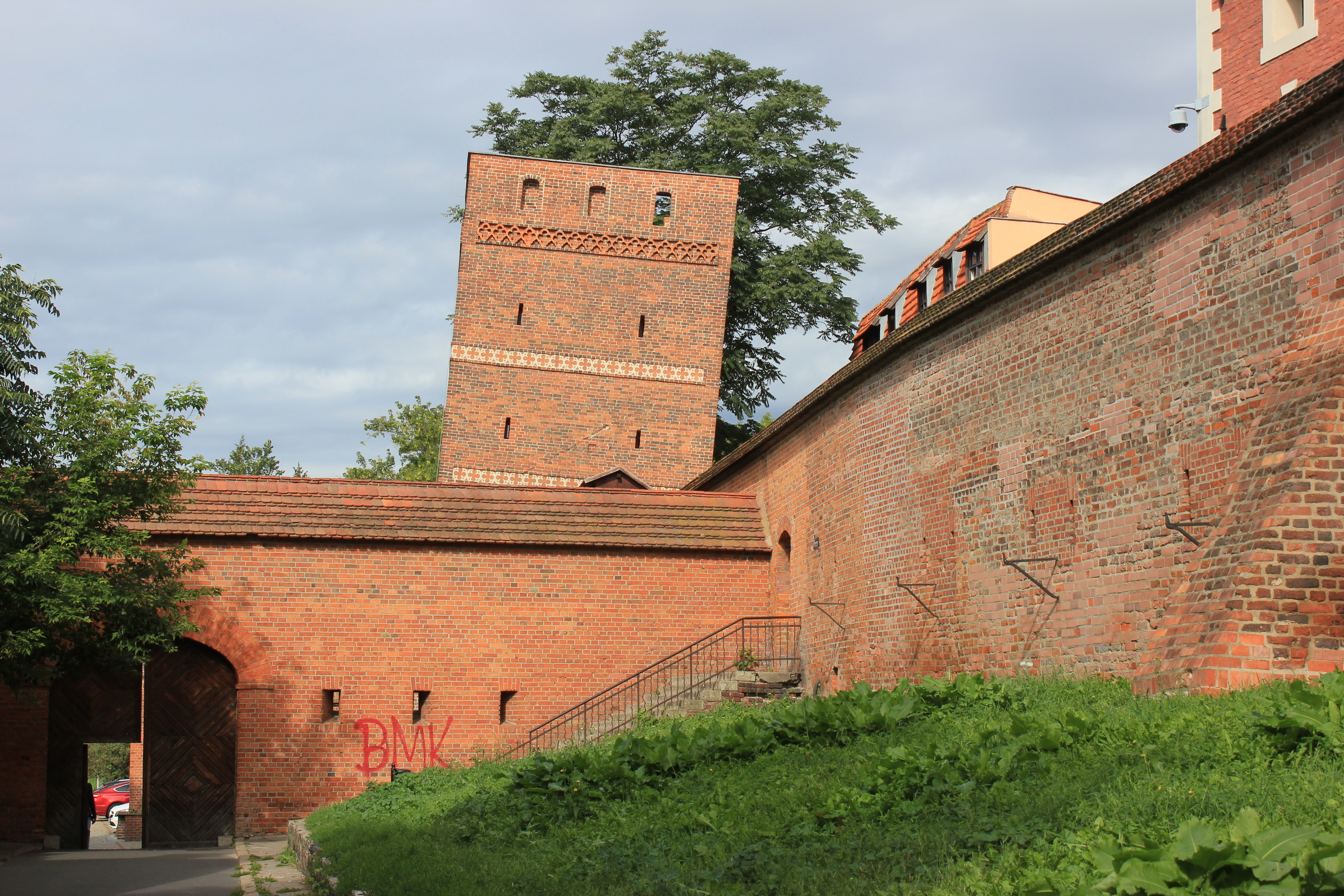
Schiefer Turm in Thorn
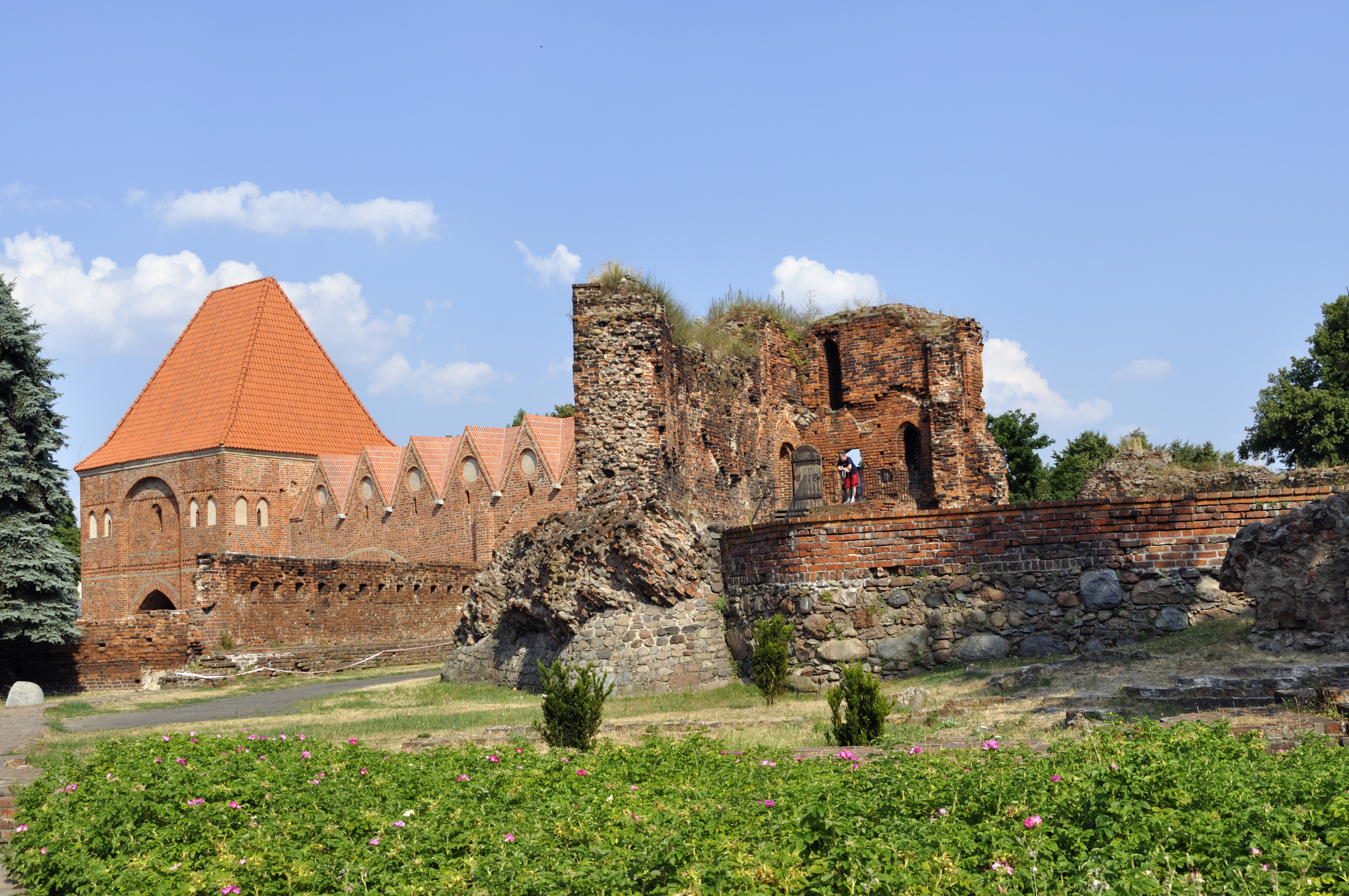
Ordensburg, restaurierter Dansker
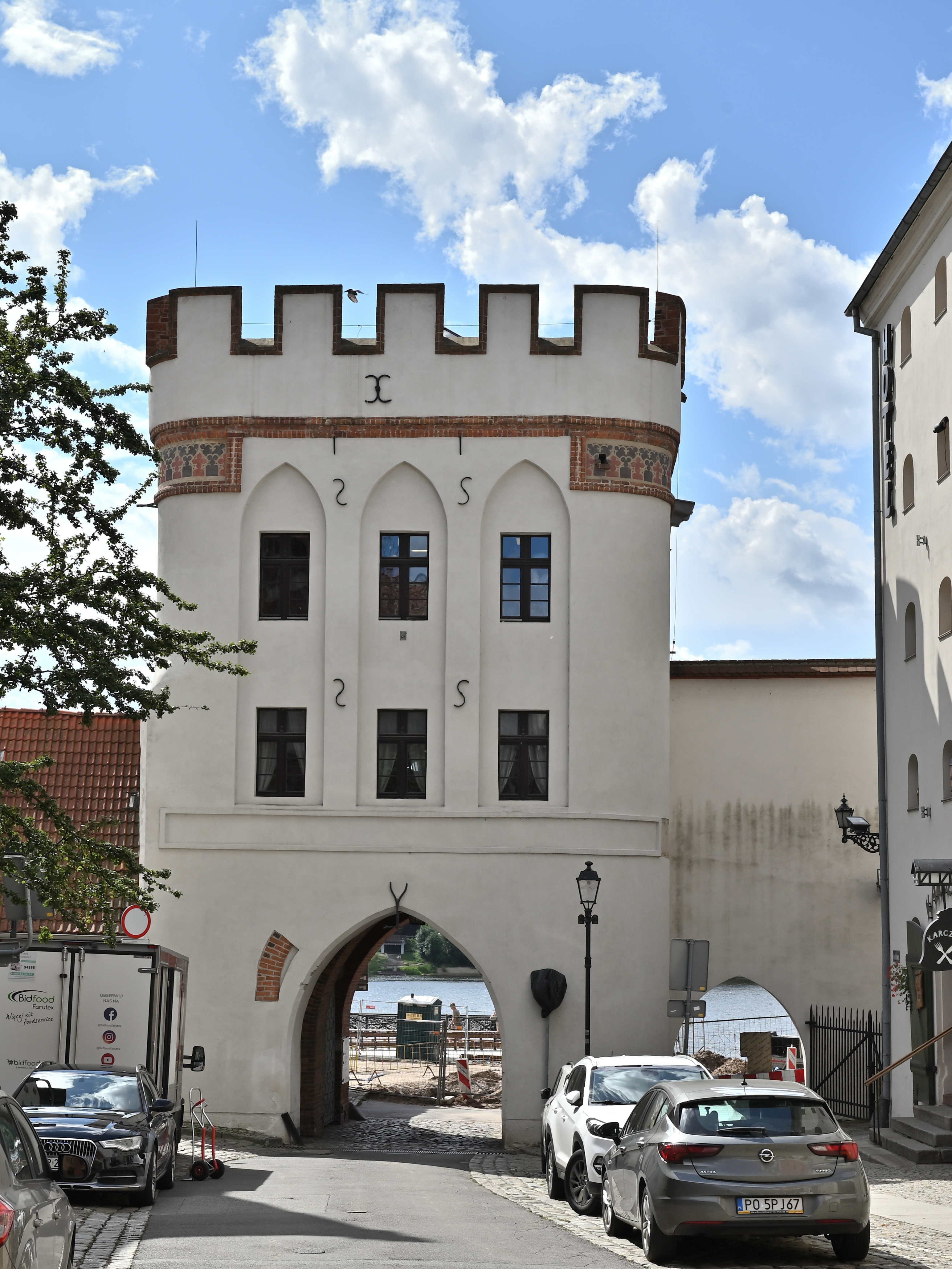
Brückentor

## Baudenkmale seit dem 17. Jahrhundert

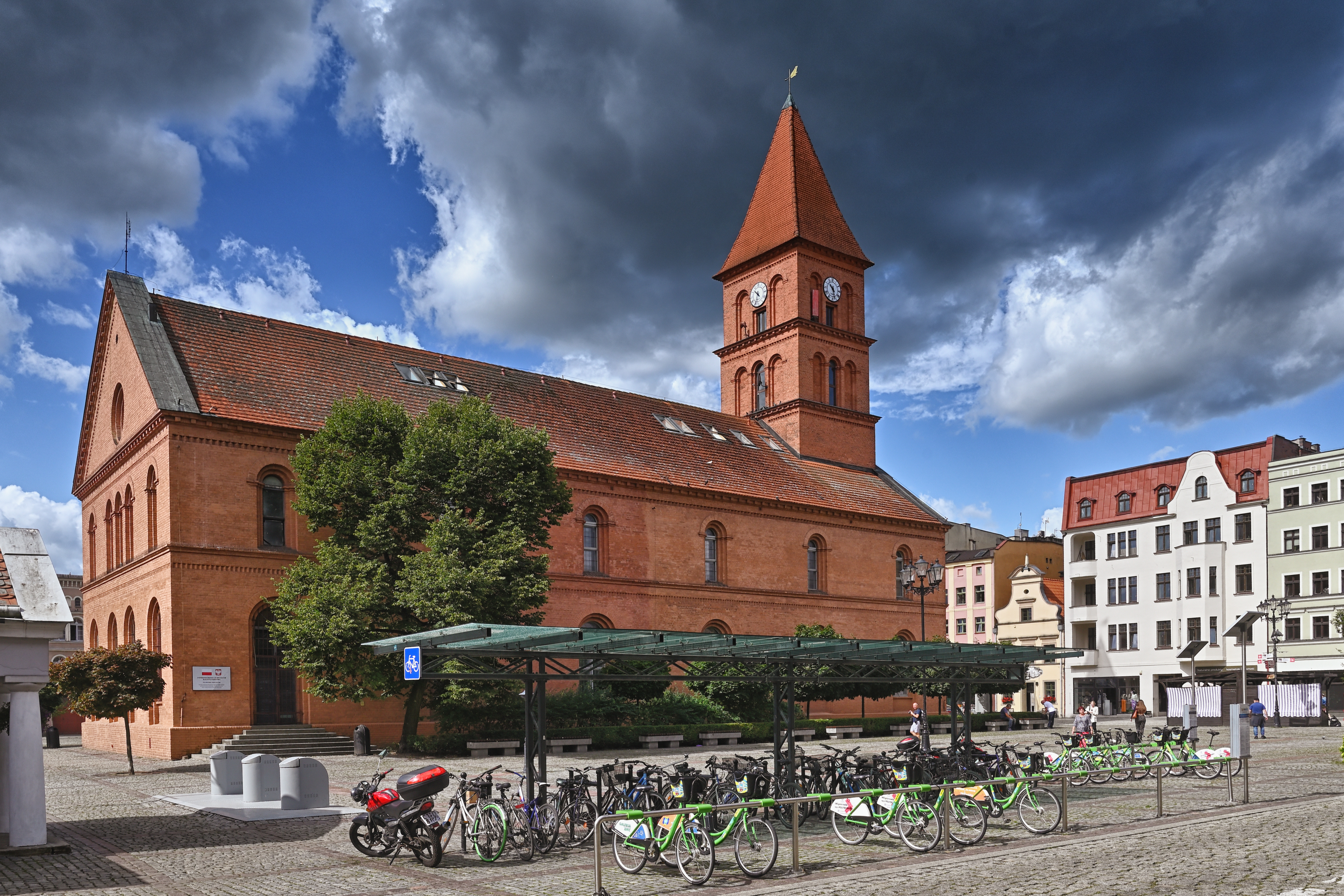
Dreifaltigkeitskirche

- Heilig-Geist-Kirche, dreischiffiges spätbarockes Bauwerk, ehemals evangelische Stadtpfarrkirche. Wegen der städtischen Auflagen wurde der Kirchturm erst Ende des 19. Jahrhunderts neobarock ergänzt. Seit 1945 ist die Kirche im Besitz der Jesuiten.
- Dambski-Palais, erbaut 1693 im Barockstil als Sitz des Bischofs. Mit reichen Fassadengliederungen und figürlichen Elementen
- Dreifaltigkeitskirche (Kościoł św. Trójcy), erbaut 1818–1824, evangelisch-lutherische Kirche bis 1927, heute kulturell genutzt
- „Haus zum Stern“ am Altstadtmarkt, barockes Bürgerhaus des 15. Jahrhunderts, eines der besterhaltenen Gebäude dieser Epoche mit filigraner Fassadengestaltung.
- Stadttheater (Teatr im. Wilama Horzycy), erbaut 1903–1904 von dem Wiener Büro Fellner & Helmer
- Befestigungsringe im Stadtvorfeld von 1824 und 1910 mit 12 Forts
  - Fort IV der Festung in Toruń
- Sanktuarium der Jungfrau Maria Stern der Neuevangelisierung und des Hl. Johannes Paul II.

## Museen
- Stadtmuseum im Altstadtrathaus  Muzeum Okręgowe – Ratusz Staromiejski, Adresse: Rynek Staromiejski 1. Zum Stadtmuseum gehören:
  - Ruine der Burg des Deutschen Ordens (Ruiny Zamku Krzyżackiego) in der Przedzamcze-Straße
  - Kopernikus-Haus Dom Kopernika in der Kopernika-Straße 15/17
  - Esken-Palais Czerwony Spichrz, war Sitz der angesehenen Thorner Bürgerfamilie. Die Familie wurde von Erasm Esken, der im 15. Jahrhundert aus Friesland nach Thorn gekommen war, gegründet. Seit den 1990er Jahren ist es Museum für Stadtgeschichte.
- Völkerkunde-Museum Muzeum Etnograficzne mit einem Artillerie-Zeughaus von 1824 am Rande der Altstadt in einer Parkanlage. Es ist eine Freiluftsammlung von historischen bäuerlichen Holzgebäuden, überwiegend im 18. und 19. Jh. in Pommern entstanden und nun hier aufgestellt. Adresse: Wały, gen. Sikorskiego-Straße 19
- Universitätsmuseum für Naturkunde in der Gagarina-Straße 9, präsentiert Ausstellungen zu den Themenbereichen:
  - Fauna- und Florasammlungen mit Exponaten aus aller Welt
  - Erdgeschichte
  - Zoologie mit Tierexponaten, unter anderem eine Überseefischzucht von Buntbarschen
- Freilichtmuseum der Panzerfortifikation Festung Thorn
- Pfefferkuchen-Museum (Muzeum Toruńskiego Piernika).

## Baudenkmale außerhalb der Altstadt

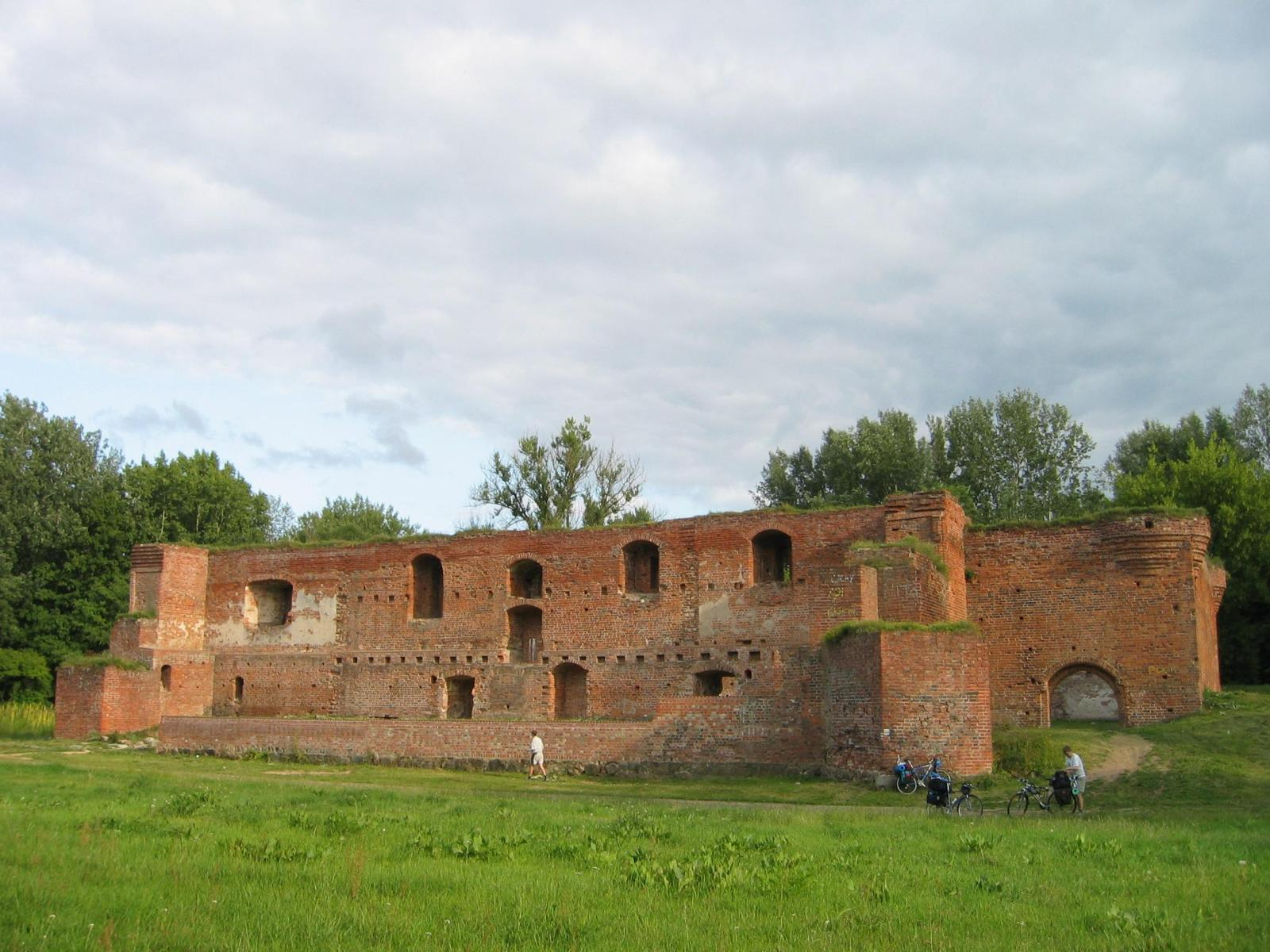
Polnische Grenzfestung Dybów (dt.: Burg Dibau)

- Burg Dibau (Zamek Dybów), auf dem linken Weichselufer 250 m westlich der Piłsudski-Brücke. Erbaut wurde die 40 × 50 m große Anlage 1424–1428 unter Władysław II. Jagiełło als polnische Grenzfestung in gut einem Kilometer Abstand schräg gegenüber der 800 m flussaufwärts gelegenen Ordensburg.